# Lorenzo Suárez de Mendoza

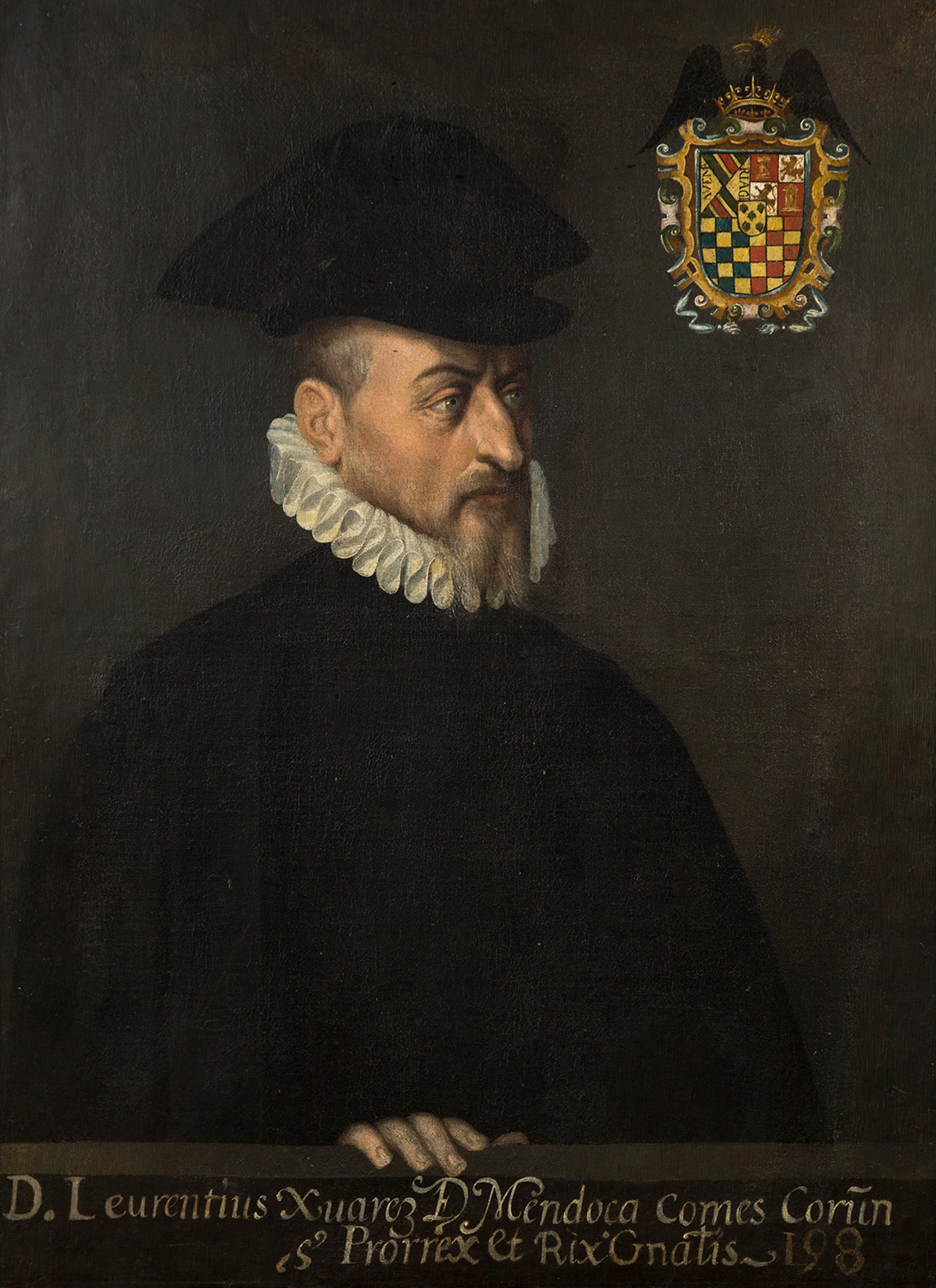
Lorenzo Suárez de Mendoza

Lorenzo Suárez de Mendoza, Graf von Coruña (* 1518 in Guadalajara, Spanien; † 19. Juni 1583 in Mexiko-Stadt) war ein spanischer Verwalter, der als Vizekönig von Neuspanien amtierte.

## Leben

### Herkunft und Zeit in Europa
Suárez de Mendoza entstammte einer spanischen Adelsfamilie. Er war bereits über 60 Jahre alt, als ihn König Philipp II. als Ersatz für Martín Enríquez de Almansa als Vizekönig nach Neuspanien entsandte.

### Amtszeit als Vizekönig von Neuspanien
Er trat sein Amt am 4. Oktober 1580 mit dem formellen Einzug in Mexiko-Stadt an. Die vorrangige Aufgabe seiner Amtszeit sah er in der Bekämpfung der Korruption, die zu dieser Zeit unter der Kolonialverwaltung grassierte. Zu diesem Zwecke richtete er etwa das Handelsgericht (Tribunal de Comercio) ein. Er starb im Amt am 19. Juni 1583 und wurde zunächst im Kloster von San Francisco in Mexiko-Stadt beerdigt. Jahre später wurden seine Gebeine nach Europa überführt.